# Championnat d'Angleterre de football 1998-1999
Navigation
Édition précédente Édition suivante
La 100e édition du championnat d'Angleterre de football 1998-1999 est la septième sous l'appellation Premier League. Elle oppose les vingt meilleurs clubs d'Angleterre en une série de trente-huit journées.
Elle est remportée par Manchester United. Le club mancunien finit un point devant Arsenal FC et quatre points sur Chelsea FC. C'est le douzième titre des « Red Devils » en championnat d'Angleterre, le cinquième en Premier League. Le club réalise le triplé en remportant la Coupe d'Angleterre et la Ligue des Champions.
Manchester United et Arsenal FC se qualifient pour les phases de poules de la Ligue des champions, Chelsea FC est qualifié pour le troisième tour qualificatif de cette compétition. Leeds United, Tottenham Hotspur, en tant que vainqueur de la Coupe de la Ligue et Newcastle United, finaliste de la Coupe d’Angleterre, se qualifient pour la Coupe UEFA. West Ham United dispute la Coupe Intertoto.
Le système de promotion/relégation ne change pas : descente et montée automatique, sans matchs de barrage pour les trois derniers de première division et les deux premiers de deuxième division, poule de play-off pour les deuxième à sixième de la division 2 pour la dernière place en division 1. À la fin de la saison, les clubs de Charlton Athletic, Blackburn Rovers et Nottingham Forest sont relégués en deuxième division. Ils sont remplacés par Sunderland AFC, Bradford City et Watford FC après play-off.
Les attaquants néerlandais Jimmy Floyd Hasselbaink, de Leeds United, anglais Michael Owen, de Liverpool FC, et trinidadien Dwight Yorke, d'Aston Villa puis de Manchester United, se partagent le titre de meilleur buteur du championnat avec 18 réalisations chacun.

## Classement
| Rang | Équipe              | Pts | J  | G  | N  | P  | Bp | Bc | Diff |
| ---- | ------------------- | --- | -- | -- | -- | -- | -- | -- | ---- |
| 1    | Manchester United C | 79  | 38 | 22 | 13 | 3  | 80 | 37 | +43  |
| 2    | Arsenal T S         | 78  | 38 | 22 | 12 | 4  | 59 | 17 | +42  |
| 3    | Chelsea             | 75  | 38 | 20 | 15 | 3  | 57 | 30 | +27  |
| 4    | Leeds United        | 67  | 38 | 18 | 13 | 7  | 62 | 34 | +28  |
| 5    | West Ham United     | 57  | 38 | 16 | 9  | 13 | 46 | 53 | -7   |
| 6    | Aston Villa         | 55  | 38 | 15 | 10 | 13 | 51 | 46 | +5   |
| 7    | Liverpool           | 54  | 38 | 15 | 9  | 14 | 68 | 49 | +19  |
| 8    | Derby County        | 52  | 38 | 13 | 13 | 12 | 40 | 45 | -5   |
| 9    | Middlesbrough P     | 51  | 38 | 12 | 15 | 11 | 48 | 54 | -6   |
| 10   | Leicester City      | 49  | 38 | 12 | 13 | 13 | 40 | 46 | -6   |
| 11   | Tottenham Hotspur L | 47  | 38 | 11 | 14 | 13 | 47 | 50 | -3   |
| 12   | Sheffield Wednesday | 46  | 38 | 13 | 7  | 18 | 41 | 42 | -1   |
| 13   | Newcastle United    | 46  | 38 | 11 | 13 | 14 | 48 | 54 | -6   |
| 14   | Everton             | 43  | 38 | 11 | 10 | 17 | 42 | 47 | -5   |
| 15   | Coventry City       | 42  | 38 | 11 | 9  | 18 | 39 | 51 | -12  |
| 16   | Wimbledon           | 42  | 38 | 10 | 12 | 16 | 40 | 63 | -23  |
| 17   | Southampton         | 41  | 38 | 11 | 8  | 19 | 37 | 64 | -27  |
| 18   | Charlton Athletic P | 36  | 38 | 8  | 12 | 18 | 41 | 56 | -15  |
| 19   | Blackburn Rovers    | 35  | 38 | 7  | 14 | 17 | 38 | 52 | -14  |
| 20   | Nottingham Forest P | 30  | 38 | 7  | 9  | 22 | 35 | 69 | -34  |

Qualifications européennes
- Ligue des champions 1999-2000
- 3e tour de la Ligue des champions 1999-2000
- Coupe UEFA 1999-2000
- Coupe Intertoto 1999

Relégation
- First Division 1999-2000

Abréviations
T : Tenant du titre

C : Vainqueur de la Coupe d'Angleterre

L : Vainqueur de la Coupe de la Ligue

S : Vainqueur du Charity Shield

P : Promus de First Division

## Meilleurs buteurs
Trois joueurs se partagent la 1re place du classement des buteurs avec 18 réalisations. Il s'agit de l'anglais Michael Owen qui avait déjà été sacré en 1998, du néerlandais Jimmy Floyd Hasselbaink qui le sera à nouveau en 2001 et du trinidadien Dwight Yorke.
| Position | Joueur                  | Buts | Club                            |
| -------- | ----------------------- | ---- | ------------------------------- |
| 1        | Michael Owen            | 18   | FC Liverpool                    |
| 1        | Dwight Yorke            | 18   | Aston Villa / Manchester United |
| 1        | Jimmy Floyd Hasselbaink | 18   | Leeds United                    |
| 4        | Andy Cole               | 17   | Manchester United               |
| 4        | Nicolas Anelka          | 17   | Arsenal FC                      |
| 6        | Hamilton Ricard         | 15   | Middlesbrough FC                |
| 7        | Robbie Fowler           | 14   | FC Liverpool                    |
| 7        | Alan Shearer            | 14   | Newcastle United                |
| 7        | Dion Dublin             | 14   | Aston Villa / Coventry City     |
| 7        | Julian Joachim          | 14   | Aston Villa                     |

## Meilleurs passeurs
| Position | Joueur                  | Passes décisives | Club              |
| -------- | ----------------------- | ---------------- | ----------------- |
| 1        | Dennis Bergkamp         | 13               | Arsenal FC        |
| 2        | Jimmy Floyd Hasselbaink | 13               | Leeds United      |
| 3        | David Beckham           | 11               | Manchester United |
| 4        | Eyal Berkovic           | 11               | West Ham United   |
| 5        | Steve Guppy             | 11               | Leicester City    |
| 6        | Dwight Yorke            | 11               | Manchester United |
| 7        | David Ginola            | 10               | Tottenham         |
| 8        | Darren Anderton         | 9                | Tottenham         |
| 9        | Harry Kewell            | 9                | Leeds United      |
| 10       | James Beattie           | 7                | Southampton       |